# Малый новосибирский планетарий
Учебно-научный центр «Планетарий» при СГУГиТ (после открытия Большого новосибирского планетария известен как Малый новосибирский планетарий) — один из двух стационарных планетариев в Новосибирске; действует при Сибирском государственном университете геосистем и технологий, как структурное подразделение.

## История
Планетарий открылся 15 января 1952 года в Парке культуры и отдыха им. Сталина (ныне Центральный парк), в деревянном здании бывшей часовни. Как и во многих других планетариях страны, использовался прибор — планетарий «Малый Цейсс», изготовленный на Народном предприятии «Карл Цейс Йена» в ГДР.
В 1963 году часовню в парке снесли в связи со строительством на этом месте театра музыкальной комедии, а прибор-планетарий в упакованном виде пять лет пролежал под трибунами стадиона. В 1968 году в лабораторном корпусе Новосибирского института инженеров геодезии, аэрофотосъёмки и картографии по инициативе ректора К. Л. Проворова и заведующего кафедрой астрономии и гравиметрии В. П. Напалкова был построен специальный «Звёздный зал» со сферическим куполом диаметром 6 метров. Именно там механиками Московского планетария был смонтирован переданный НИИГАиК прибор «Малый Цейсс», после чего стал обслуживаться сотрудниками кафедры астрономии и гравиметрии НИИГАиК под руководством В. А. Меркушева. Лекции в «Звёздном зале» устраивались не только для студентов НИИГАиК, но и для жителей города.
12 января 1972 года планетарий был выделен в самостоятельное учреждение при Отделе культуры Новосибирского горисполкома, и только 1 октября 1999 года по инициативе ректора СГГА И. В. Лесных была обратно передан в ведение института, к тому времени переименованного в Сибирскую государственную геодезическую академию.
С ноября 2002 года планетарий, принимающий ежегодно около 20 тысяч посетителей, приобрел статус учебного центра. Ведётся учебная работа в рамках изучения курсов «Общая астрономия» и «Геодезическая астрономия» со студентами и учащимися технического лицея при СГГА. Основной лекторский состав — преподаватели и научные работники кафедры астрономии и гравиметрии СГГА. Для старшеклассников здесь читаются цикловые лекции по школьному курсу астрономии. При планетарии действует астрономический кружок.
В новом статусе улучшилось техническое оснащение УНЦ «Планетарий», стали активно использоваться астрономическая площадка на крыше лабораторного корпуса и наблюдательная техника — телескоп ТАЛ 200К, два телескопа ТАЛ-75R, бинокуляры ТЗК. Также было оборудовано помещение «Солнечной обсерватории» и обновлено техническое оснащение «Звёздного зала». Кроме телескопов в Планетарии имеются звёздные карты, атласы, каталоги координат небесных объектов, описания обстоятельств затмений, обширная литература по астрономии, компьютерные программы, дающие изображение звёздного неба для любой точки Земли в любое время.
В 2004 году была проведена техническая модернизация планетария — установлено новое звуковое и проекционное оборудование, за счёт чего расширились возможности лекционной работы.
24 апреля 2007 года по инициативе УЦ «Планетарий» впервые в городе на двух площадках — у монумента Славы в Ленинском районе и на площади Калинина (НПЗ), был проведен День астрономии, который планировалось проводить ежегодно. С 2005 года Планетарий — один из организаторов проведения Сибирского астрономического форума.